# Клодій Езоп
Клодій Езоп (*Clodius Aesopus, д/н —після 55 до н. е.) — відомий трагічний актор часів Римської республіки.

## Життєпис
Про дату й місце народження немає відомостей. Ймовірно був греком за походження. Спочатку був рабом у когось з плебейського роду Клодієм. Згодом став вільновідпущеником. З часом Клодій Езоп став найзначущим трагічним актором поряд з відомим комічним актором Квінтом Росцієм, з яким товаришував. Актор постійно намагався удосконалювати техніку за допомогою різних методів. Для цього дуже ретельно вивчав повсякденне життя різних верств населення Риму, брав уроки з красномовства, зокрема часто був присутній на судових процесах за участю правника Гортенція Гортала. Був другом Марка Цицерона.
Приблизно у 50 році до н. е. відійшов від справ у зв'язку із хворобами. Тим не менше був запрошений виступити у 55 році до н. е. під час освячення театру Помпея. Про подальшу долю Езопа мало відомостей. Він залишив своєму синові у спадок 200 тисяч сестерціїв.